# Pistolet MCM-K Margo
MCM-K Margo – rosyjski pistolet samopowtarzalny przeznaczony do strzelań rekreacyjnych. Oparty na konstrukcji pistoletu MCM Margolin.
MCM-K Margo działa na zasadzie odrzutu zamka swobodnego, z kurkowym mechanizmem uderzeniowym. Przyrządy celownicze standardowo stałe (szczerbinka i muszka), dostępna jest wersja z celownikiem nastawnym.